# Гусейнли, Ватан
Ватан Гусейнли (азерб. Vətən Hüseynli; род. 13 июня 1992, Баку) — азербайджанский боксёр, представитель полутяжёлой весовой категории. Выступал за сборную Азербайджана по боксу в первой половине 2010-х годов, победитель и призёр турниров международного значения, участник летних Олимпийских игр в Лондоне.

## Биография
Ватан Гусейнли родился 13 июня 1992 года в городе Баку, Азербайджан.
Дебютировал на международной арене в сезоне 2008 года, когда вошёл в состав азербайджанской национальной сборной и выступил на домашнем юношеском Кубке президента в Баку, откуда привёз награду бронзового достоинства. Год спустя стал серебряным призёром юношеского Мемориала Агаларова в Баку, уступив в решающем финальном поединке ирландцу Джозефу Уорду.
В 2010 году одержал победу на международном турнире «Великий шёлковый путь», дошёл до четвертьфинала на чемпионате мира среди юниоров в Баку, где был остановлен венгром Золтаном Харча.
Боксировал на Мемориале Бочкаи 2011 года в Дебрецене, проиграв в 1/8 финала полутяжёлой весовой категории россиянину Никите Иванову. Был лучшим на «Великом шёлковом пути». При этом на чемпионате Азербайджана получил бронзу. Начиная с этого времени регулярно принимал участие в матчевых встречах лиги World Series of Boxing, где представлял азербайджанскую команду «Бакинские огни».
В 2012 году взял бронзу на студенческом чемпионате мира в Баку и дошёл до четвертьфинала на молодёжном европейском первенстве в Калининграде. На европейской олимпийской квалификации в Трабзоне прошёл четверых соперников по турнирной сетке, тогда как в финале был побеждён турком Бахрамом Музаффером — тем самым получил лицензию для участия в летних Олимпийских играх в Лондоне. На Играх, выступая в категории до 81 кг, уже в стартовом поединке со счётом 8:9 потерпел поражение от эквадорца Карлоса Гонгоры и сразу же выбыл из борьбы за медали.
После лондонской Олимпиады Гусейнли остался в составе боксёрской команды Азербайджана и продолжил принимать участие в крупнейших международных соревнованиях. Так, в 2013 году он стал бронзовым призёром «Великого шёлкового пути», получил серебро на турнире Рафаэля Вахитова в Павлодаре, дошёл до четвертьфинала на Мемориале Макара Мазая в Мариуполе.
В 2015 году выиграл серебряную медаль на чемпионате Азербайджана в полутяжёлом весе, отметился выступлениями на Мемориале Странджи в Софии и на «Великом шёлковом пути» в Баку, где в четвертьфинале потерпел поражение от представителя Белоруссии Сергея Новикова.